# Drognitz
Drognitz è un comune di 611 abitanti della Turingia, in Germania.
Appartiene al circondario (Landkreis) di Saalfeld-Rudolstadt (targa SLF) ed è amministrato dal comune amministratore (Erfüllende Gemeinde) di Kaulsdorf.